# Fire and Ice (album)
Fire & Ice - album studyjny Yngwiego Malmsteena wydany 31 marca 1992 roku. Była to jego pierwsza płyta wydana przez wytwórnie Elektra. Był to jednocześnie ostatni album nastawiony na sukces komercyjny. Nie osiągnął go jednak w Stanach Zjednoczonych (album nie uzyskał statusu złotej płyty), natomiast w Japonii płyta pokryła się potrójną platyną. Winą za to można obarczyć słabą promocję albumu oraz fakt, że popularność tego gatunku muzyki została wyparta przez grunge, głównie za sprawą Nirvany.

## Lista utworów
| 1.  | "Perpetual"                 | 4:12    |
|     |                             |         |
| 2.  | "Dragonfly"                 | 4:48    |
|     |                             |         |
| 3.  | "Teaser"                    | 3:27    |
|     |                             |         |
| 4.  | "How Many Miles to Babylon" | 6:09    |
|     |                             |         |
| 5.  | "Cry No More"               | 5:15    |
|     |                             |         |
| 6.  | "No Mercy"                  | 5:29    |
|     |                             |         |
| 7.  | "C'est La Vie"              | 5:17    |
|     |                             |         |
| 8.  | "Leviathan"                 | 4:20    |
|     |                             |         |
| 9.  | "Fire & Ice"                | 4:28    |
|     |                             |         |
| 10. | "Forever Is a Long Time"    | 4:25    |
|     |                             |         |
| 11. | "I'm My Own Enemy"          | 6:07    |
|     |                             |         |
| 12. | "All I Want Is Everything"  | 4:00    |
|     |                             |         |
| 13. | "Golden Dawn"               | 1:29    |
|     |                             |         |
| 14. | "Final Curtain"             | 4:43    |
|     |                             |         |
|     |                             | 1:04:09 |
|     |                             |         |

### Bonus (japońskie wydanie)
| 15. | "Broken Glass" | 4:02  |
|     |                |       |
|     |                | 04:02 |
|     |                |       |

## Twórcy
- Yngwie Malmsteen – gitara elektryczna, gitara akustyczna, sitar, pedał basowy Taurusa, chórki
- Göran Edman – śpiew
- Mats Olausson – instrumenty klawiszowe
- Bo Werner – perkusja, chórki
- Svante Henrysson - gitara basowa, wiolonczela
- Michael Von Knorring – perkusja (w utworze "Leviathan")
- Lolo Lannerbäck – flet